# Мензель-Шакер
Мензель-Шакер (араб. منزل شاكر) — місто в Тунісі. Входить до складу вілаєту Сфакс. Знаходиться за 40 км від міста Сфакс. Станом на 2004 рік тут проживало 2 212 осіб.